# Christy Opara-Thompson
Christy Opara-Thompson, född 2 maj 1970, är en före detta nigeriansk och sedermera amerikansk friidrottare, främst sprinter och längdhoppare på internationell elitnivå.

## Stafett
Sina främsta internationella meriter har Opara-Thompson som stafettlöpare. Vid OS i Barcelona 1992 sprang hon i det nigerianska lag som tog brons på 4 × 100 meter på tiden 42,81 sekunder. I första omgången kom laget tvåa i sitt heat på tiden 42,39 sekunder, vilket ännu (2008) gäller som afrikanskt rekord. Utöver Opara-Thompson bestod laget av Beatrice Utondu, Faith Idemen och Mary Onyali.
Vid OS i Atlanta 1996 kom Nigeria, med Opara-Thompson i laget, på femte plats. Vid VM i Tokyo 1991 var hon med och bärgade fjärdeplatsen.

## Individuella löpgrenar
Opara-Thompson deltog vid OS 1992 på 100 meter. Hon tog sig till semifinal, där hon kom på sjätte plats efter att ha kommit tvåa i sitt försöksheat och fyra i sin kvartsfinal.
Sina främsta meriter på 100 meter har Opara-Thompson från Samväldesspelen 1994 och från Afrikanska spelen 1995 med silvermedalj vid båda tillfällena. Hon vann bronsmedaljen vid afrikanska mästerskapen i Durban 1993.

## Längdhopp
Opara-Thompsons främsta merit i längdhoppsgropen kommer från de afrikanska mästerskapen 1993 då hon vann guldmedaljen. Året därpå kom hon på tredje plats vid Samväldesspelen.

## Personliga rekord
| Gren       | Resultat | Datum             | Plats     | Kommentar                                                                            |
| ---------- | -------- | ----------------- | --------- | ------------------------------------------------------------------------------------ |
| 100 m      | 11,13    | 22 augusti 1997   | Bryssel   |                                                                                      |
| 200 m      | 24,49    | 25 september 1992 | Havanna   |                                                                                      |
| Längdhopp  | 6,68     | 24 augusti 1991   | Tokyo     |                                                                                      |
| 4 × 100 m  | 42,39    | 1992              | Barcelona | Ännu gällande afrikanskt rekord (november 08)                                        |
| 50 m inne  | 6,08     | 16 februari 1997  | Liévin    |                                                                                      |
| 60 m inne  | 7,02     | 12 februari 1997  | Gent      | Ännu gällande (november 08) afrikanskt rekord, delat med landsmaninnan Chioma Ajunwa |
| 200 m inne | 26,04    | 23 januari 2004   | Clemson   |                                                                                      |

### Fotnoter
1. ↑  En del källor anger 24 december 1971 som födelsedag, men IAAF med flera anger 1 maj 1970